# Фолс Сити (Орегон)
Фолс Сити (енгл. Falls City) град је у америчкој савезној држави Орегон.

## Демографија
По попису из 2010. године број становника је 947, што је 19 (-2,0%) становника мање него 2000. године.
| Група             | 2000.       | 2010.       |
| Белци             | 872 (90,3%) | 850 (89,8%) |
| Афроамериканци    | 9 (0,9%)    | 1 (0,1%)    |
| Азијати           | 1 (0,1%)    | 4 (0,4%)    |
| Хиспаноамериканци | 35 (3,6%)   | 49 (5,2%)   |
| Укупно            | 966         | 947         |